# 6207 Bourvil
6207 Bourvil è un asteroide della fascia principale. Scoperto nel 1988, presenta un'orbita caratterizzata da un semiasse maggiore pari a 2,3336890 UA e da un'eccentricità di 0,1975342, inclinata di 2,97383° rispetto all'eclittica.